# 尤浩然
尤浩然（1996年10月17日—），北京市人，中国内地男演员，2岁半时开始拍摄广告，因在《父母就是孩子最好的老师》公益广告结尾的台词“我也给你讲小鸭子的故事”而知名。之后在2004年拍摄情景喜剧《家有儿女》，被广大观众所熟悉和喜爱。

## 生平
1996年10月17日出生于北京市，是土生土长的北京人，从小就喜欢唱歌。他于2岁半时，曾经拍过一个火腿肠的广告，之后在哈药六厂拍摄的、宣传词为“其实父母就是孩子最好的老师”公益广告中，因在广告结尾说出了“我也给你讲小鸭子的故事”而知名。2004年参演情景喜剧《家有儿女》（饰演小雨），因活泼可爱的形象而被广大观众所熟悉和喜爱，由于该剧的火爆，不少企业都盯上尤浩然拍广告，使得尤浩然享有“广告王”的称号。
2008年，尤浩然与母亲参加湖南卫视《我是冠军》，在母子之间进行了重新认识。
2014年4月，尤浩然到横店拍摄古装剧《唐朝少年》，因剧组需要，他增肥到了180斤，在拍摄时还不小心摔了一跤。同年7月，尤浩然开始减肥，减回160斤，他在加大锻炼强度时患病，至同年12月被诊断为腰椎受损，后被入院治疗。
2015年3月10日，尤浩然参加北京电影学院艺考初试，但考试失利。

## 个人生活
2014年12月26日，尤浩然与一女子的亲密照在网上疯传，疑似恋情曝光。

## 作品

### 电视剧/网络剧
| 首播年份      | 剧名                | 饰演角色           | 備註       |
| ------------- | ------------------- | ------------------ | ---------- |
| 2001年        | 《大宅门》          | 小天意             |            |
| 2002年        | 《芬琳的故事》      | 明明               |            |
| 2003年        | 《任弼时》          | 任远远             |            |
| 2004年        | 《军人机密》        | 碾子               |            |
| 2004年-2007年 | 《家有儿女》（1-4） | 夏雨（小名：小雨） |            |
| 2005年        | 《镇长》            | 立仁               |            |
| 2005年        | 《无敌三脚猫》      | 豪哥               | 代乐乐     |
| 2005年        | 《离婚进行时》      | 张雷               |            |
| 2006年        | 《真情给你》        | 海海               |            |
| 2008年        | 《电脑娃娃》        | 牛布拉斯           |            |
| 2008年        | 《赶走你的忧郁》    | 葛峥               |            |
| 2018年        | 《神风刀》          | 阿卜都             | 2014年拍攝 |
| 2020年        | 《如此可爱的我们》  | 賀今朝             | 网络剧     |
| 2022年        | 《仙狐娘子》        | 沈小宇             | 网络剧     |
| 2022年        | 《女士的法则》      | 汪涛               |            |
| 2023年        | 《不就是拔河么》    | 庞子秋             |            |
| 2024年        | 《老家伙》          | 李梁               | [ 9 ]      |
| 2025年        | 《临江仙》          | 富商               | 网络剧     |

### 电影
- 2011年：《戒烟不戒酒》（客串出演早恋初中生，与高亚麟合作）[4]

## 外部連結
- 尤浩然在豆瓣上的资料（简体中文）